# Rhytidoponera reticulata
Rhytidoponera reticulata är en myrart som först beskrevs av Auguste-Henri Forel 1893.  Rhytidoponera reticulata ingår i släktet Rhytidoponera och familjen myror. Inga underarter finns listade i Catalogue of Life.